# Лейтнер, Владимир
Владимир Лейтнер (словац. Vladimír Leitner; 28 июня 1974, Жилина, Чехословакия) — словацкий футболист, полузащитник.

## Карьера

### Клубная
В футбол начал играть в школе ФК «Жилина». В 1992 году футболист подписал контракт с клубом и начал играть на профессиональном уровне. В 1996 году перешёл в трнавский «Спартак», за который отыграл 100 матчей и забил 4 гола. Также, вместе с клубом, Владимир выиграл кубок Словакии 1997/98. В 2004 году футболистом пополнился чешский клуб «Теплице». В сезоне 2002/03 Владимир вновь стал обладателем кубка в составе своей команды. В 2004 году Лейтнер подписал двухлетний контракт с банско-бистрицкой «Дуклой». С новым клубом футболист выиграл цоргонь-лигу в 2006 году. Летом того же года игрок подписывает контракт с родным клубом — «Жилиной». С ней Лейтнер выиграл чемпионат в 2007, 2010 и 2012 году.

### Международная
Провёл 21 матч за молодёжную сборную и 24 за основную.

## Достижения
Спартак Трнава
- Кубок Словакии: 1998
- Суперкубок Словакии: 1998

Теплице
- Кубок Чехии: 2003

Дукла
- Кубок Словакии: 2005

Жилина
- Цоргонь-лига: 2006/07, 2009/10, 2011/12
- Суперкубок Словакии: 2007, 2010